# É (templom)

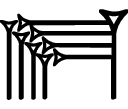
É, azaz E_{2}

É (vagy E2) a sumer ékírásban a ház vagy templom ideografikus jele. 𒂍 vagy  Rengeteg templom nevében szerepel az egész Folyamköz területén.

## É mint írásjel
Az „É” mint ideogramma szóösszetételekben építményekkel kapcsolatos fogalmak jelölője. Az É.GAL például szó szerint azt jelenti, hogy „nagy ház” és a „palota” szóval fordítjuk. Az édubba („a tábla háza”) az írnokiskolák neve. Az É.LUGAL („a király háza”) ennek egyik szinonimája. Lagasban az É.GAL az enszi adminisztrációs központja. Az É.GAL kifejezés az akkádon keresztül fennmaradt néhány mai nyelvben is, így a héber היכל (heikal) és az arab هيكل (haykal). Írhatták még a ĜA2 (GA2, ES, 𒂷) vagy az E4 (a, 𒀀) jelekkel is. Óakkád megfelelője a bītu(m).
Az egyik zikkurat neve az indoeurópai nyelvekben „templom”-ként él tovább. Ez pedig az É-temen-an-ki. A temen a görög nyelvben temenosz, több – egy tőről fakadó – európai nyelvben temple, tempel formájú.
Az „É” írásjel determinatívumként átkerült az akkád ékírásba is, majd onnan az asszír és hettita írásba. Mindegyik írásrendszerben a templom, vagy általában az épületek megkülönböztető jelzése.

## A templomok listája
| név                      | isten                 | hely         | megjegyzés                                             |
| ------------------------ | --------------------- | ------------ | ------------------------------------------------------ |
| Éablua                   | Szín                  | Urum         |                                                        |
| Éabsagala                | Ninmarki              | Guaba        |                                                        |
| Éabzu; Abzu              | Enki                  | Eridu        |                                                        |
| Éadda                    | Enlil                 |              |                                                        |
| Éakkil                   | Ninsubur              | Akkil        | „Sirámok háza”                                         |
| É-damagestin             |                       |              | a „bor anyja”                                          |
| É-damal                  |                       | Babilon      |                                                        |
| Éamalamma                |                       |              |                                                        |
| Éamasazag                |                       | Durilu       |                                                        |
| Éamer                    |                       | Éninnu       |                                                        |
| Éamkurkurra              | Bél                   | Assur        |                                                        |
| Éandadia                 |                       | Akkád        |                                                        |
| Éanki                    |                       |              | „Ég és Föld temploma”                                  |
| Éanna                    | Inanna                | Uruk         | „Ég temploma”                                          |
| Éanun                    |                       | Lugal-girra  |                                                        |
| Éanzakar                 |                       |              | „Pillérek temploma”                                    |
| Éarali                   |                       |              | „Alvilág temploma”                                     |
| Éarazugistug             |                       |              | „Az imák meghallgatásának helye”                       |
| É-das-dmah               |                       |              | „Legfőbb isten temploma”                               |
| É-dasratum               | Asratum               |              |                                                        |
| É-dbaba                  | Baba                  | Lagas        | Gudea 12. évében épült                                 |
| Ébabbar                  | Utu                   | Larsza       | „Fehér (ragyogó, fényes) templom”                      |
| Ébabbar                  | Samas                 | Szippar      | „Fehér (ragyogó, fényes) templom”                      |
| Ébagara vagy É-dbau      | Gátumdu (Baú, Gula)   | Lagas        | Gudea alapítása                                        |
| Ébaraigiedi              | Dumuzi                | Akkád        | „Csodák temploma”                                      |
| Ébelitmati               |                       |              | „A világ anyjának temploma”                            |
| Éburszigszig             | Sara                  | Umma         | „Szép edények háza”                                    |
| É-dbur-dsin              | Bur-Szín              | Ur           | az apoteózis temploma                                  |
| Édam                     |                       | Lagas        | Ur-Nanse építménye                                     |
| Édaraanna                |                       |              | „A sötét ég temploma”                                  |
| Édikudkalamma            |                       |              | „A világbíró temploma”                                 |
| É-ddilmuna               | Dilmun                | Ur           |                                                        |
| Édimanna                 | Szín                  |              |                                                        |
| Édimgalabzu              |                       | Lagas        |                                                        |
| Édimgalkalama            | Istaran               | Dér          |                                                        |
| Éduazaga                 | Marduk                |              | „Marduk ragyogó szentélye”                             |
| Édub                     | Zababa                | Kis          |                                                        |
| Édugga                   | Ningírszu             | Gírszu       | Gudea alapította, „az isten táplálásának háza”         |
| Édukug                   |                       | Eridu        | „Tiszta halom háza”                                    |
| Édumiziabzu              | Dumuzi                |              |                                                        |
| É-ddungi                 | Dungi                 |              | apoteózistemplom                                       |
| Édurgina                 |                       |              |                                                        |
| Édurku                   | Sala                  | Karkar       | Adad felesége                                          |
| É-dea                    | Éa                    | Dúr-Sarrukín | szentély                                               |
| Éengura                  | Enki                  | Eridu        | „Föld alatti vizek temploma”                           |
| Éesdamkug                |                       | Girszu       |                                                        |
| Égalmah                  | Ninkaszi és Ninurta   | Íszín        | Niníszína vagy Ninkarrak néven tisztelt Gula szentélye |
| Égida                    | Ninazu                | Enegir       | „Hosszú ház”                                           |
| Égissirgal               | Nanna                 | Ur           | „Nagy fény háza”                                       |
| Éguddusar                | Ningublaga            | Kiabrig      |                                                        |
| Éhamun                   |                       |              |                                                        |
| Éhurszag                 | Sulgi                 | Ur           | apoteózistemplom                                       |
| Éhurszag-kalama          | Assur–Enlil           | Assur        | Az ország hegyi temploma                               |
| Éhurszag-kurkurra        | Assur                 | Assur        | Assur isten első, Uspia által épített temploma         |
| Éhurszag-tilla           | Ninurta               | Babilon      |                                                        |
| Éhus                     |                       |              |                                                        |
| Éibeanu                  | Uras                  | Dilbat       |                                                        |
| Éigikalama               | Ninurta               | Marad        |                                                        |
| Éigisugalam              |                       |              |                                                        |
| Éigizi-dbarra            | Ningirszu             | Lagas        |                                                        |
| Éigizu-uru               | Ninsubur              | Akkil        |                                                        |
| Éirikug                  |                       |              |                                                        |
| Éitidaburu               |                       |              |                                                        |
| Ékarkara                 | Adad                  | Karkar       |                                                        |
| Ékikal                   | Lugalbanda és Ninszun | Uruk         |                                                        |
| Ékisnungal               | Nanna                 | Ur           |                                                        |
| Ékugnuna                 | Inanna                | Uruk         |                                                        |
| Ékuninazag               |                       | Girszu       | „Ragyogó istennő temploma”                             |
| Ékur                     | Enlil                 | Nippur       | „Hegy temploma”                                        |
| Ékurunna                 | Sziras                |              |                                                        |
| Émah                     | Sara (ld. É-dsara)    | Umma         | „Nagy ház”                                             |
| Émah                     | Ninhurszag            | Adab         | „Nagy ház”                                             |
| Émah                     | Nanna, Ninmah         | Babilon      | „Nagy ház”                                             |
| Émasdari                 | Istár                 | Babilon      |                                                        |
| Émeurana                 | Ninurta               | Nippur       | „Egek erejének temploma”                               |
| Émetehurszag             | Zababa                | Kis          | „A hurszag birtokainak háza”, ősi templom              |
| Émeurur                  |                       |              |                                                        |
| Émelemhus                | Nuszka                | Nippur       |                                                        |
| Émeslam                  | Nergal                |              |                                                        |
| Émumah                   |                       |              |                                                        |
| Émudkura                 |                       | Ur           |                                                        |
| Émus (Émuskalama)        | Lulal                 | Bad-tabira   |                                                        |
| Énamtila                 |                       |              |                                                        |
| Éngaduda                 | Suziana               | Ngagimah     |                                                        |
| Éngalgaszud              | Bau                   | Irikug       |                                                        |
| Éngangissua              |                       |              |                                                        |
| Éngestug-dniszaba        | Niszaba               | Ur           | „Bölcsesség háza”                                      |
| Éngipar                  |                       | Uruk         |                                                        |
| Éngiskesda-kalama        | Nergal                | Kúta         |                                                        |
| Énigida-kalama-suma      | Nabú                  | Babilon      |                                                        |
| Éniguru                  |                       |              |                                                        |
| É-dnindara               | Nindara               | Lagas        | Gudea 15. évében épült                                 |
| Éninnu                   | Ningirszu             | Lagas        | „Ötvenek háza”                                         |
| Énun (az Abzu)           |                       | Eridu        |                                                        |
| Énunana                  | Utu                   | Szippar      | „Egek hercegének háza”                                 |
| Énutura                  |                       |              |                                                        |
| Épuhruma                 |                       |              |                                                        |
| Érabriri                 | Ninkaszi              | Babilon(?)   |                                                        |
| Ésaghula                 |                       | Kazallu      |                                                        |
| É-dsara                  | Sara                  | Umma         | Su-Szín építtette, „Sara temploma” (ld. Émah)          |
| É-dsara                  | Adab                  |              |                                                        |
| É-dsara                  | Inanna                | Uruk         | vagy Ékisar, „Világ háza”                              |
| Ésarra                   | Assur–Enlil           | Assur        | A mindenség háza                                       |
| Ésaszurra                | Ishara                | Babilon      | „Z-templom”                                            |
| Ésegmesedu               |                       | Íszín        |                                                        |
| Ésensena                 | Ninlil                |              |                                                        |
| Éserzidguru              | Inanna                | Zabala       | „Pompába öltözött ház”                                 |
| Ésesszaga (É-šeš-saĝ-ga) | Ninkaszi              | Nippur       |                                                        |
| Ésumesa                  |                       |              |                                                        |
| Észagíla                 | Marduk                | Babilon      |                                                        |
| Észikil                  | Ninazu                | Esnunna      | „Szűz háza”                                            |
| Észila                   |                       |              |                                                        |
| Észirara                 | Nanse                 | Ningin       |                                                        |
| Észuga                   |                       |              |                                                        |
| Étarszirszir             |                       |              |                                                        |
| Étemenanki               | Marduk                | Babilon      | „Ég és Föld alapításának temploma”                     |
| Étemenniguru             |                       | Ur           |                                                        |
| Étillamah                |                       |              |                                                        |
| Étummal                  | Ninlil                | Nippur       |                                                        |
| Éturkalamna              | Istár                 | Babilon      | Apil-Szín építtette                                    |
| Éuduna                   |                       |              |                                                        |
| Éulmas                   |                       | Akkád        |                                                        |
| Éunir                    | Enki                  | Eridu        |                                                        |
| Éuruga                   |                       |              |                                                        |
| Éusumgalanna             | Ninkaszi              | Ur           |                                                        |
| Ézagin                   | Niszaba               | Uruk         | „Lapis-lazuli ház”                                     |
| Ézida                    | Nabú                  |              |                                                        |
| Ézikalamma               | Inanna                | Zabala       |                                                        |
| Hurszaggalamma           |                       | Nippur       | „az ügyes hegyi”                                       |
| Hurszagszukudrá          |                       | Ur           | „magas hegy”                                           |
| Kidur-dinanna            | Inanna                | Babilon      | Apil-Szín                                              |
| Tummal                   |                       | Nippur       |                                                        |